# Girasole
Girasole (sardinsky: Gelisùli) je italská obec (comune) v provincii Nuoro v regionu Sardinie. Nachází se ve výšce 10 metrů nad mořem a má přibližně 1 400 obyvatel. Rozloha obce je 13,16 km².